# برمبیلا
برمبیلا (به ایتالیایی: Brembilla) یک منطقهٔ مسکونی در ایتالیا است که در لمباردی واقع شده‌است. برمبیلا ۲۰ کیلومتر مربع مساحت و ۴٬۱۶۲ نفر جمعیت دارد.

## خواهرخوانده
شهر نانتوآ خواهرخواندهٔ برمبیلا هست.